# Лепрекон (серия фильмов)
Лепрекон (англ. Leprechaun) — американский киносериал ужасов с элементами чёрного юмора. Главным персонажем фильмов и нескольких комиксов стал зловещий Лепрекон, разыскивающий своё украденное золото, в исполнении актёра-карлика Уорика Дэвиса. За исключением последних двух частей - ремейков Лепрекон: Начало (2014) и Лепрекон возвращается (2018), не сыскавших славы у зрителей ввиду отсутствия давно полюбившегося героя в исполнении Уорика Дэвиса.

## Обзор
Классическая серия фильмов была снята в период с 1993 по 2003 год.
В 2014 году режиссёры устроили перезапуск кинофраншизы. Однако фильмы 2014 и 2018 года не приобрели прежней популярности.
| Название                                 | Главная роль             | Режиссёр             | Сценарий                                                           | Продюсеры                                                  |
| Лепрекон                                 | Уорик Дэвис              | Марк Джонс           | Марк Джонс                                                         | Марк Амин и Джеффри Б. Маллиан                             |
| Лепрекон 2: Одна свадьба и много похорон | Уорик Дэвис              | Родман Флэндер       | Тури Мэйер и Эл Сэпштайн                                           | Дональд П. Борхерс и Марк Джонс                            |
| Лепрекон 3: Приключения в Лас-Вегасе     | Уорик Дэвис              | Брайан Тренхард-Смит | Дэвид ДуБос                                                        | Марк Амин, Джефф Дэффрэй, Уолтер Джостен и Генри Сэггерман |
| Лепрекон 4: В космосе                    | Уорик Дэвис              | Брайан Тренхард-Смит | Дэннис А. Пратт и Скотт Аткинс                                     | Марк Амин, Джефф Джеффрэй и Уолтер Джостен                 |
| Лепрекон 5: Сосед                        | Уорик Дэвис              | Роб Сперра           | Даг Холл, Джон Хаффман, Алан Рейнольдс, Роб Сперра и Уилльям Уэллс | Брюс Дэвид Эйзен, Дэрин Спиллман и Майк Аптон              |
| Лепрекон 6: Домой                        | Уорик Дэвис              | Стивен Айромлуи      | Стивен Айромлуи                                                    | Майк Аптон                                                 |
| Лепрекон: Начало                         | Дилан «Хорнсвоггл» Постл | Зак Липовски         | Мэтт Венн, Харрис Уилкинсон                                        | Майкл Луизи, Ричард Лоуелл, Крис Фосс                      |
| Лепрекон возвращается                    | Линден Порко             | Стивен Костански     | Сюзанн Кейлли                                                      | Дэниэл Айрон, Лэнс Сэмюэлс, Даррен Камерон                 |

## Комиксы
Перед выходом самого первого фильма, студия Trimark Pictures выпустила 8-страничный комикс-приквел, в котором Лепрекон преследует старого фермера Дэниэла О’Грейди, нашедшего лепреконское золото, следуя за радугой, а не поймав Лепрекона (как говорится в фильме). Фермер продаёт золото, и оно оказывается у разных людей — Лепрекон начинает собирать монеты, и так сюжет комикса переходит к событиям, показанным в фильме.
В 2008 году, издательство Bluewater Productions объявила о планах выпуска новой комикс-серии, в которой раскрывается имя Лепрекона — Лубдан (англ. Lubdan) — а также факт, что он является королём и последним представителем своего народа. Лубдан запугивает чудаковатого Итана Томаса и его друзей, и те помогают Лепрекону собрать его золото по всему свету — оно было распродано с интернет-аукциона. Было выпущено 4 выпуска, а затем серию отменили. Майкл Кингстон (англ. Micheal Kingston) должен был написать продолжение.
Кроме того, долгое время обсуждалась идея публикации комикса-кроссовера между героями фильмов Лепрекон и Чернокнижник. Первоначально планировалось, что комикс, написанный Ником Лайонсем (англ. Nick Lyons) выйдет в конце 2009 года, но это так и не случилось.